# Buffelmelk

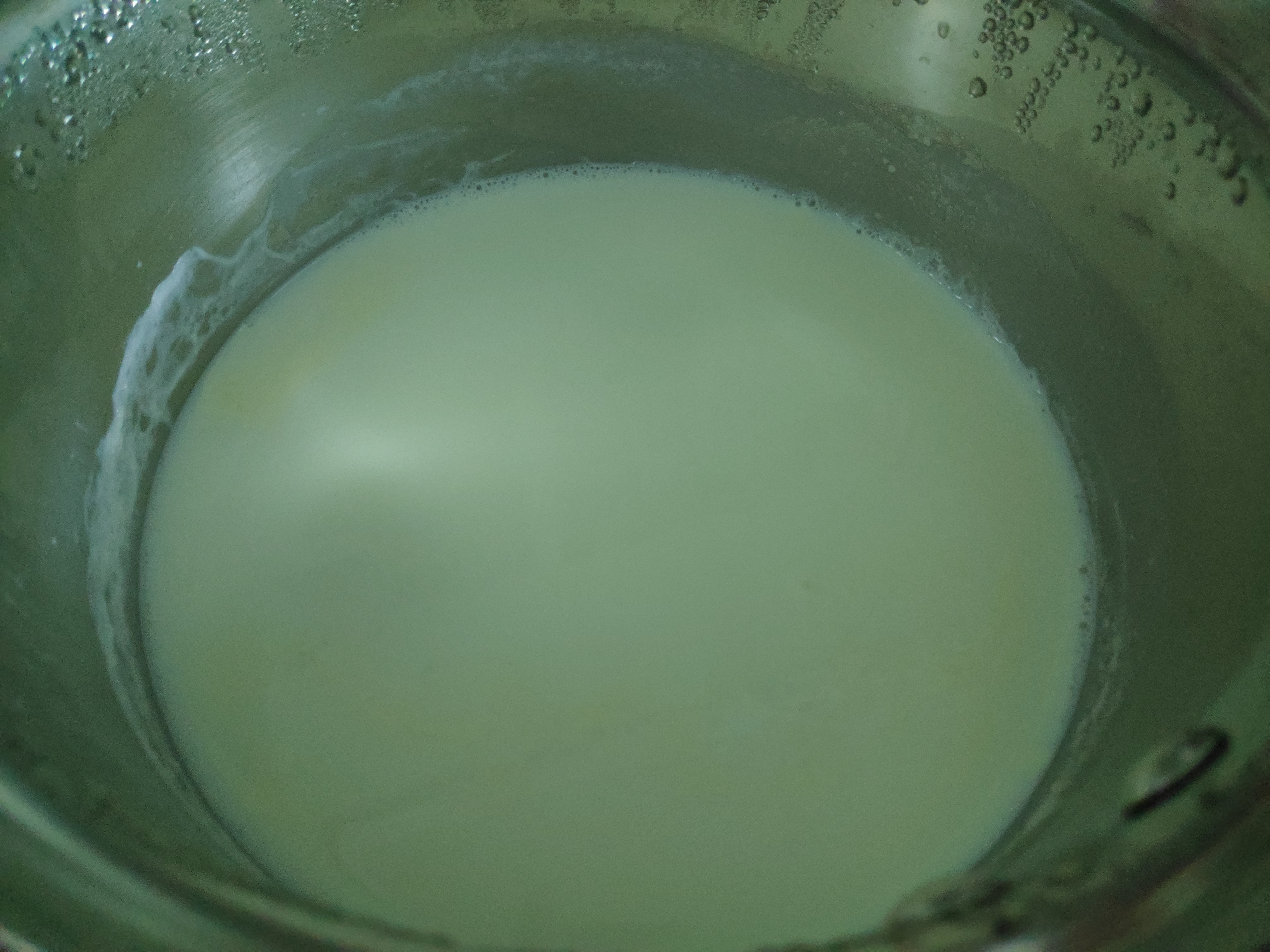
rauwe buffelmelk

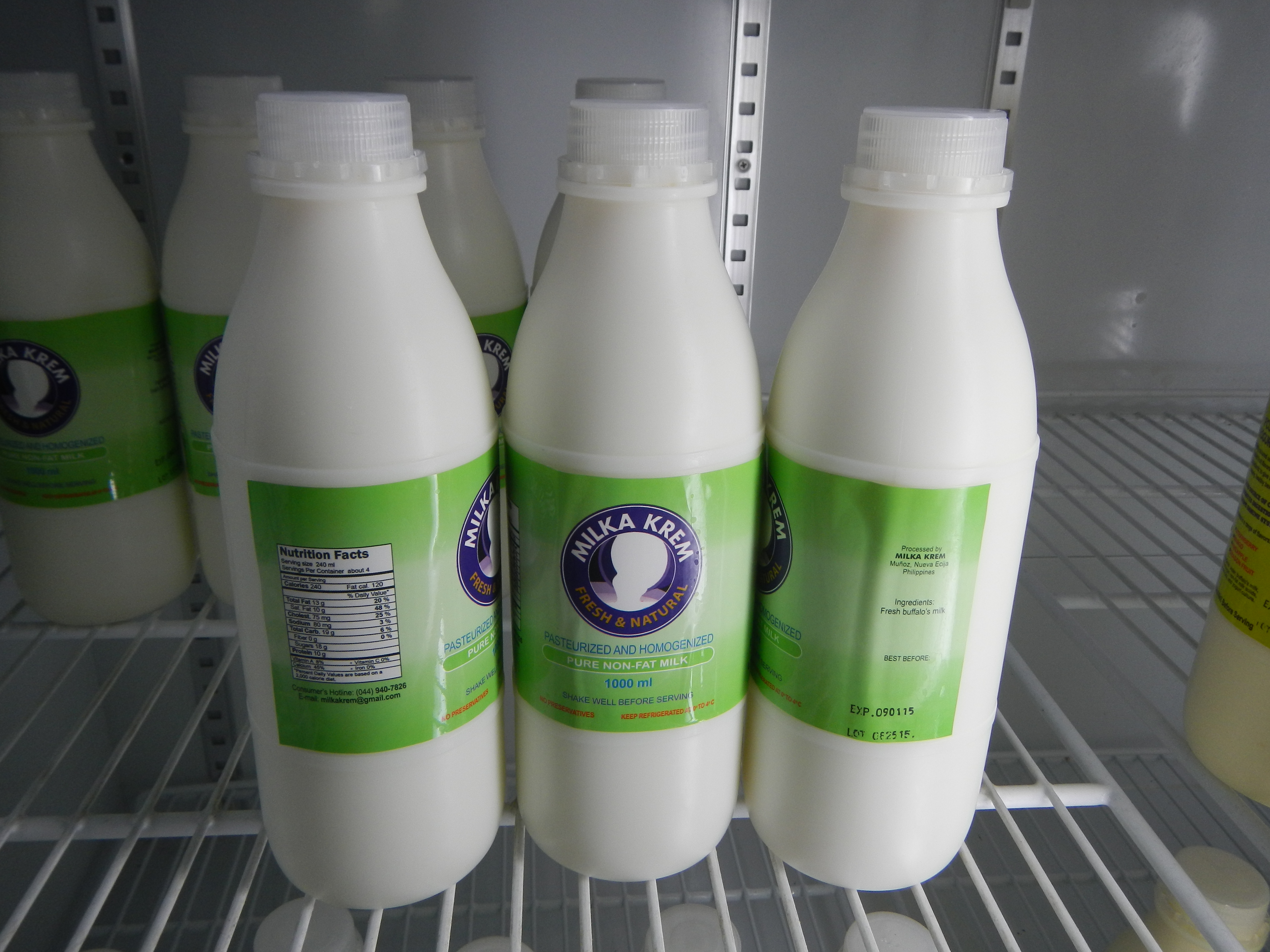
flessen buffelmelk

Buffelmelk is melk van een waterbuffel. Waterbuffelmelk vertoont fysisch-chemische kenmerken die verschillen van die van andere herkauwers, zoals een hoger gehalte aan vetzuren en eiwitten. Waterbuffelmelk bevat hogere niveaus van totale vaste stoffen, ruwe eiwitten, vet, calcium en fosfor, en een iets lager gehalte aan lactose in vergelijking met dat van koemelk. Het hoge niveau van de totale vaste stoffen maakt waterbuffelmelk ideaal voor verwerking tot zuivelproducten met toegevoegde waarde zoals kaas.
Tot de met buffelmelk gefabriceerde zuivelproducten behoren:
- Room, buffelroom karnt veel sneller to hogere vetniveaus dan koeienroom.
- Boter, boter uit buffelroom is stabieler dan deze uit koeienroom.
- Ghee van waterbuffelmelk heeft een andere textuur met een grotere korrelgrootte dan ghee van koemelk.
- Uit opwarming verkregen zuivelproducten in het Indiase subcontinent waaronder paneer, khoa, rabri, kheer en basundi.
- Gefermenteerde melkproducten zoals curd (dahi), yoghurt en hangop.
- Uit de wei van buffelmelk verkregen producten als ricotta en mascarpone in Italië en alkarish in Syrië en Egypte.
- Harde kazen, waaronder braila in Roemenië, en rahss in Egypte.
- Zachte kazen, waaronder mozzarella in Italië, karish, mish en madhfor in Irak, alghab in Syrië, kesong puti in de Filipijnen en vladeasa in Roemenië.

Veruit de grootste producenten van buffelmelk wereldwijd zijn India en Pakistan, in 2008 goed voor respectievelijk 57 en 21 miljoen ton buffelmelk per jaar.  In 2015 bedroeg de wereldwijde productie van buffelmelk 110 miljoen ton. In 2012 was de buffelmelkproductie goed voor circa 13% van de wereldwijde melkproductie.